# 남극풀마갈매기

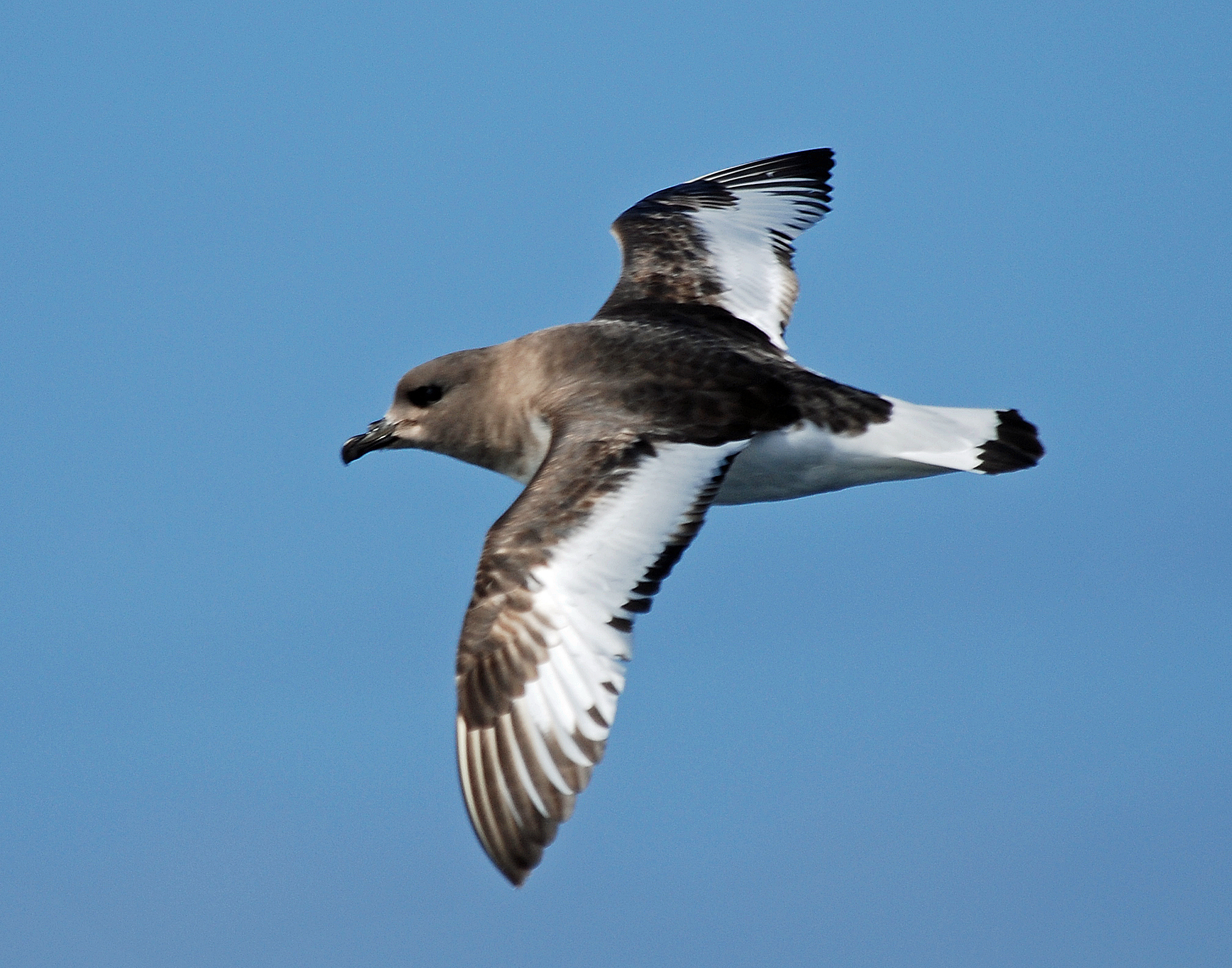

남극풀마갈매기(Antarctic petrel, Thalassoica antarctica)는 남극, 특히 로스해와 웨들해에서 볼 수 있는 갈매기이다.
남극풀마갈매기는 남극대륙 동쪽의 넓은 부채꼴 모양의 층층바위에서 새끼를 기르는데, 위(胃)에서 기름을 내뿜어 도둑갈매기로부터 자신과 새끼를 보호한다. 날개를 펴면 2.4m나 되는 큰풀마갈매기는 대식가로 유명하다.
크릴새우, 생선, 작은 오징어를 먹는다. 수영하면서 먹이를 먹으나 지표와 공중으로부터 다이빙이 가능하다.

## 참고 문헌
- ZipCode Zoo (2009년 7월 16일). “Procellariinae (Subfamily)”. BayScience Foundation. 2012년 6월 9일에 원본 문서에서 보존된 문서. 2009년 7월 20일에 확인함.